# Sadako
Sadako es un nombre femenino japonés. Su escritura en kanji no es única, y se compone de dos partes: sada y ko.
Es el nombre de:
- Princesa Sadako Kujō (九条節子), posteriormente la emperatriz Teimei (貞明皇后) de Japón, esposa del emperador Taishō.
- Sadako Ogata (緒方 貞子), erudita japonesa y administradora de la ONU.
- Sadako Sasaki (佐々木 禎子), niña japonesa víctima de leucemia como consecuencia de la bomba atómica lanzada sobre Hiroshima, conocida por haber construido numerosas grullas de origami debido a una leyenda sobre sus propiedades curativas.
- Sadako Yamamura (山村貞子), personaje ficticio de la novela, el manga y la película Ringu.

- Datos: Q3944721
- Multimedia: Sadako (given name) / Q3944721